# Jack, o Estripador (álbum)
| Críticas profissionais | Críticas profissionais |
| Avaliações da crítica  | Avaliações da crítica  |
| Fonte                  | Avaliação              |
| ---------------------- | ---------------------- |
| Galeria Musical        | [ 1 ]                  |

Jack, o Estripador é o segundo álbum da brasileira de hard rock Made in Brazil.
O álbum, que foi lançado em 1976 em formato LP, tem como destaque a faixa "Jack, o Estripador", que foi eleita pela revista Roadie Crew em 2011, como um dos 200 Verdadeiros Hinos do Heavy Metal e Classic Rock, sendo uma das poucas faixas que não são cantadas em inglês a figurar na lista.

## Faixas
| Lado A |                        |                                     |         |  |
| N.º    | Título                 | Compositor(es)                      | Duração |  |
| 1.     | "Jack, o Estripador"   | Celso Vecchione, Oswaldo Vecchione  | 3:02    |  |
| 2.     | "São Coisas do Amor"   | Celso Vecchione, Oswaldo Vecchione  | 2:36    |  |
| 3.     | "O Cigano"             | Oswaldo Vecchione, W. C. de Noronha | 3:00    |  |
| 4.     | "Banheiro"             | Oswaldo Vecchione                   | 2:57    |  |
| 5.     | "Meu Amigo Elvis"      | Oswaldo Vecchione                   | 2:35    |  |
| 6.     | "Tratamento de Choque" | Oswaldo Vecchione                   | 4:51    |  |

| Lado B |                                |                                    |         |  |
| N.º    | Título                         | Compositor(es)                     | Duração |  |
| 7.     | "Vou Te Virar de Ponta Cabeça" | Celso Vecchione, Oswaldo Vecchione | 3:37    |  |
| 8.     | "Não Transo Mais (Parte 1)"    | Oswaldo Vecchione, Percy Weiss     | 2:24    |  |
| 9.     | "Os Bons Tempos Voltaram"      | Oswaldo Vecchione                  | 3:38    |  |
| 10.    | "Quando a Primavera Chegar"    | Celso Vecchione, Oswaldo Vecchione | 3:23    |  |
| 11.    | "O Rock de São Paulo"          | Oswaldo Vecchione                  | 2:23    |  |
| 12.    | "Se Eu Pudesse Voar"           | Oswaldo Vecchione, Percy Weiss     | 2:31    |  |
| 13.    | "Não Transo Mais (Parte 2)"    | Oswaldo Vecchione, Percy Weiss     | 1:23    |  |